# Nowa Synagoga w Opolu

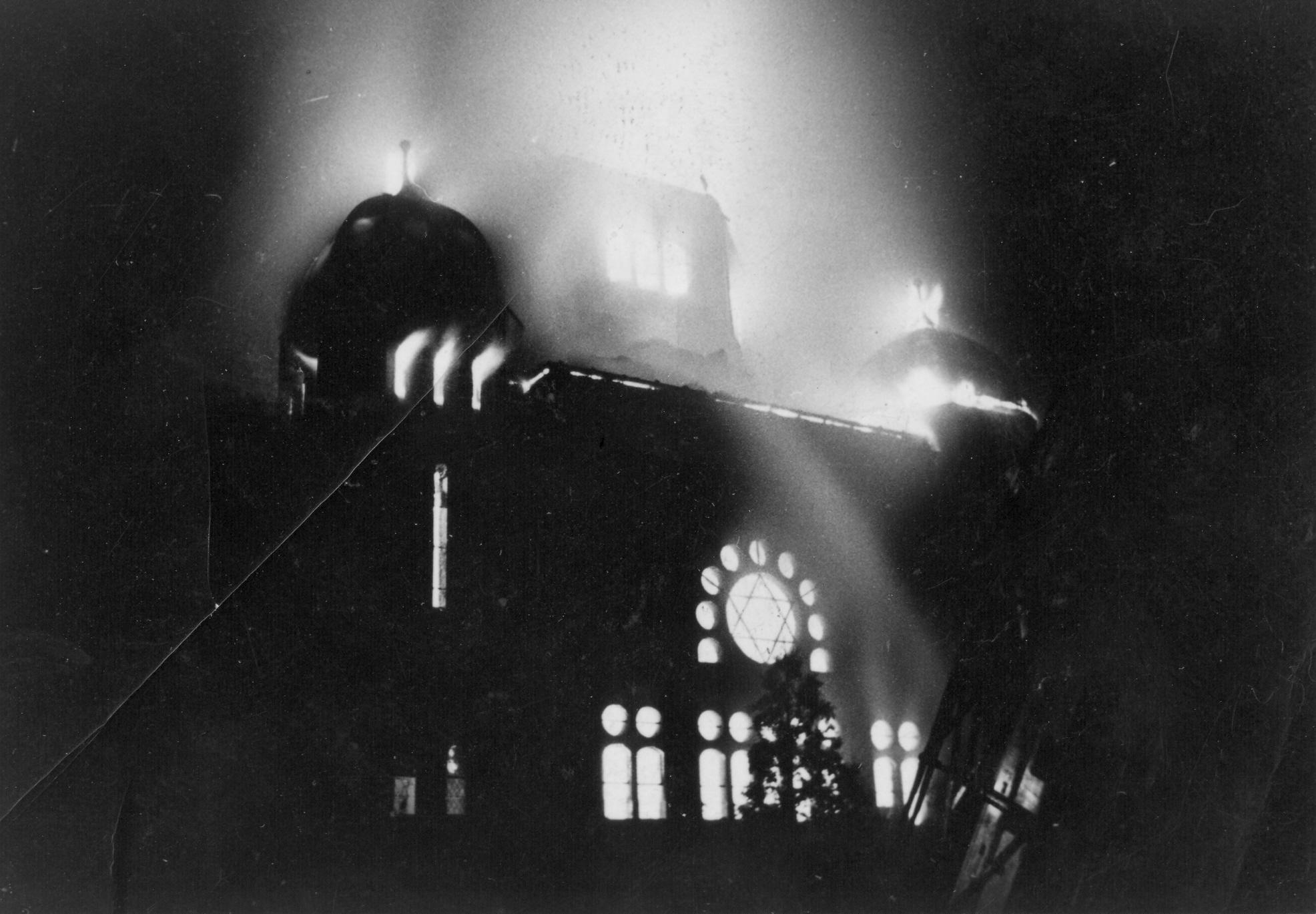
Paląca się synagoga podczas nocy kryształowej, 9 listopada 1938 r.

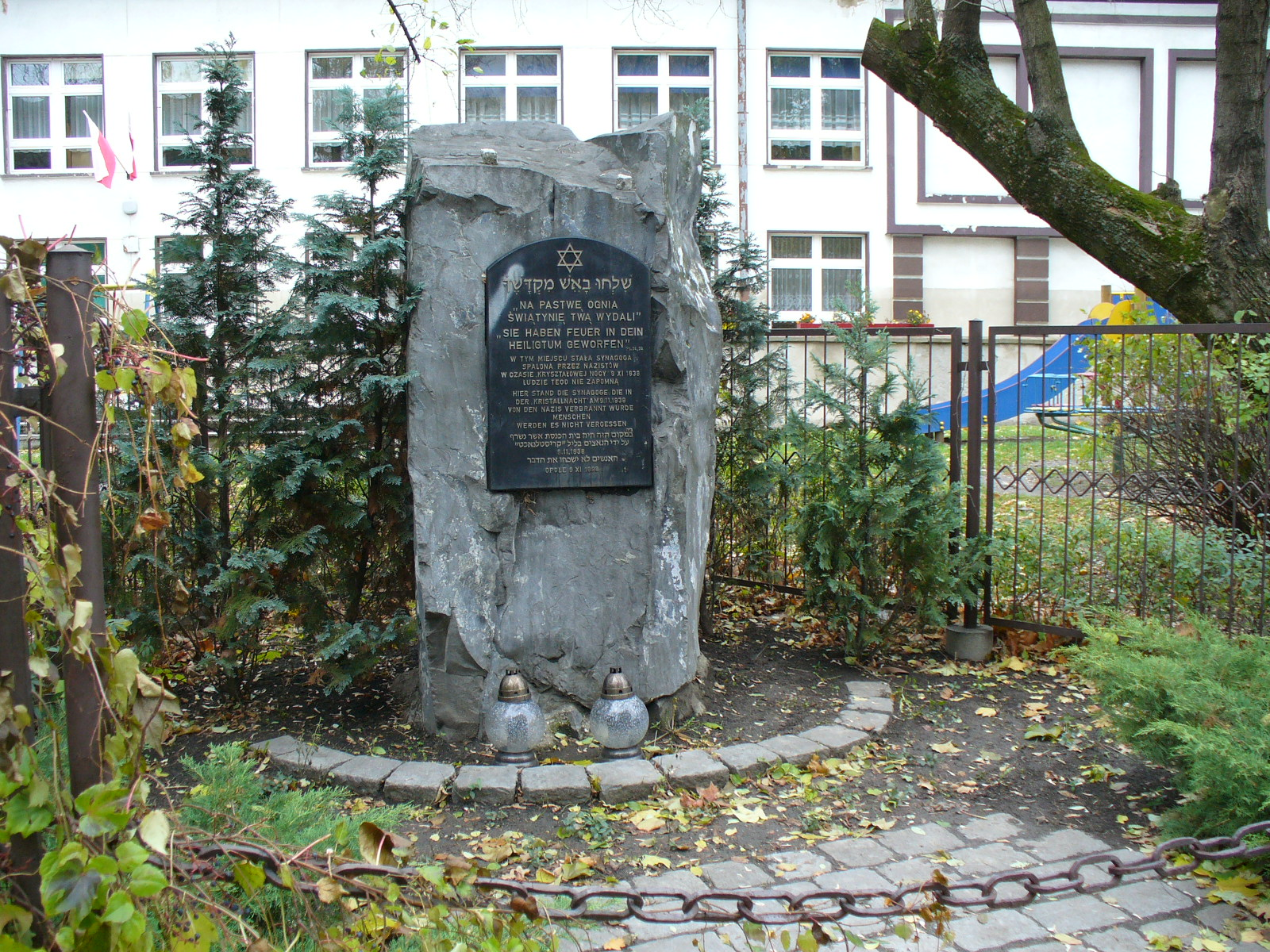
Pomnik postawiony w 1998 r.

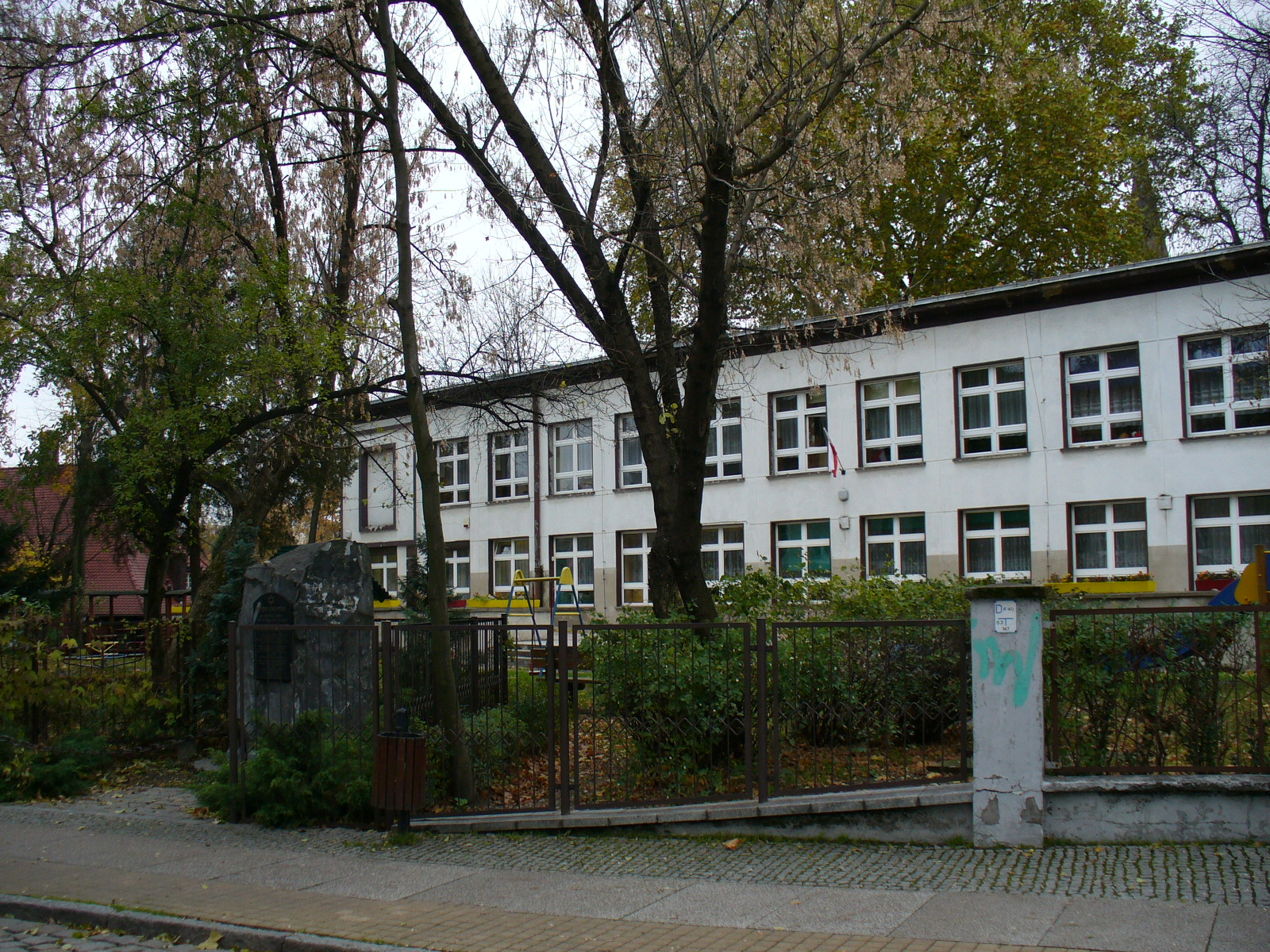
Miejsce, w którym stała synagoga – obecnie żłobek

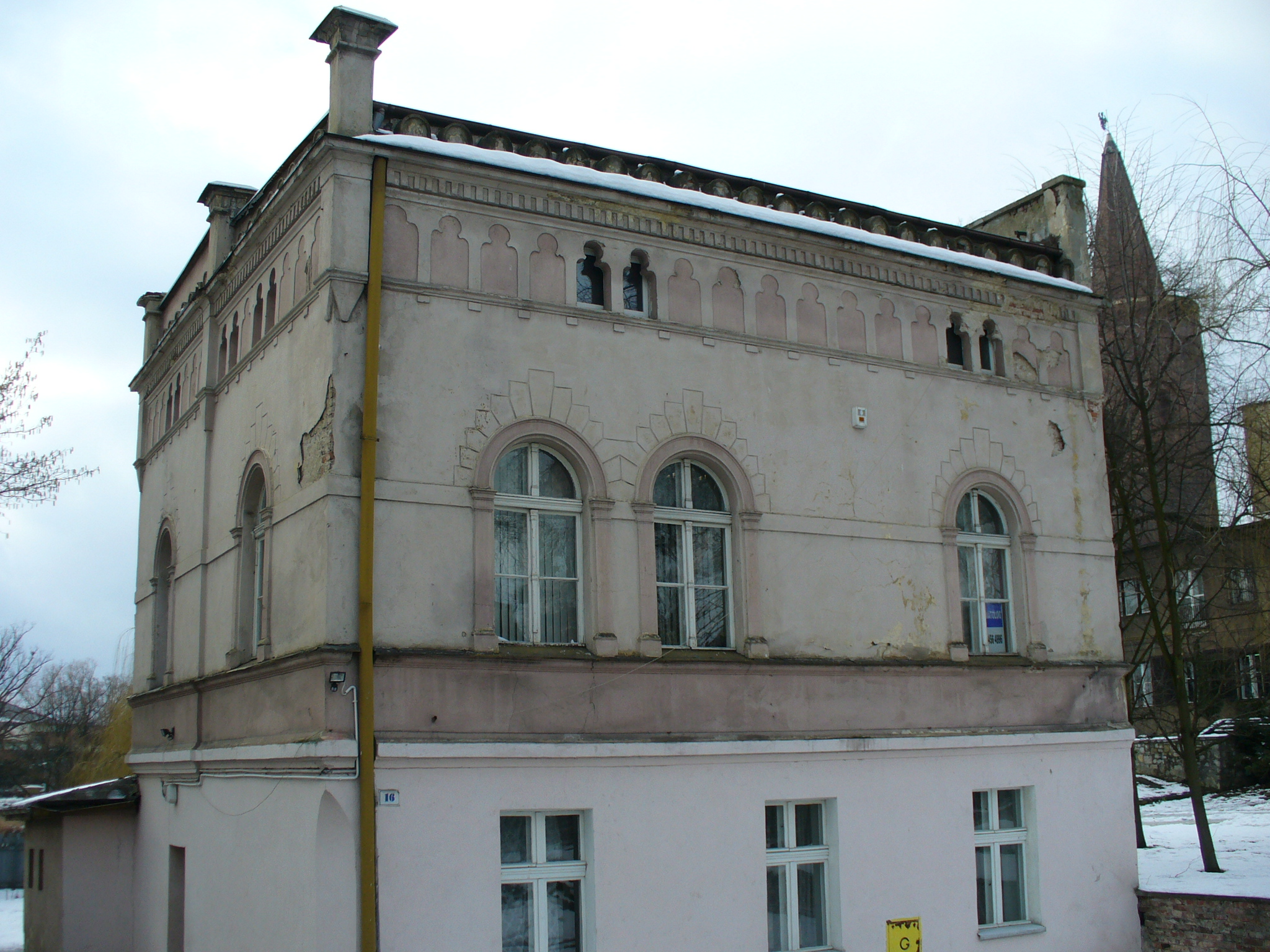
Dawny dom dozorcy – jedyna pozostałość po synagodze

Nowa Synagoga w Opolu (niem. Neue Synagoge) – największa synagoga opolskiej gminy żydowskiej, znajdująca się przy dawnej Hafenstrasse (obecnie ul. Piastowska).

## Historia
Koncepcje budowy nowej synagogi narodziły się w latach 90. XIX wieku, które zostały pomyślnie przyjęte. Głównymi orędownikami budowy byli rabin Adolf Wiener oraz zamożny aptekarz Ernst Muhr. W 1893 roku, po długim wybieraniu, gmina żydowska zakupiła za 30 tysięcy marek teren po dawnej garbarni przy Hafenstrasse. Projekt synagogi wykonał niemiecki architekt Felix Henry.
Prace budowlane rozpoczęły się zaraz po zakupieniu działki. Ze względu na niestabilny, podmokły teren prace przy kładzeniu fundamentów znacznie się wydłużały. W 1897 roku przystąpiono do prac wykończeniowych, które pochłonęły ogromne ilości pieniędzy. Zdesperowany zarząd gminy żydowskiej, który obawiał się zaprzestania prac nad budową synagogi, postanowił wystawić na licytację starą bożnicę znajdującą się przy Hospitalstrasse. Z licytacji uzyskano na nią ponad 25 tysięcy marek, które pozwoliły dokończyć prace budowlane. Jak podała berlińska prasa, koszt budowy synagogi wyniósł ponad 200 tysięcy marek.
21 czerwca 1897 roku nastąpiło uroczyste przeniesienie zwojów Tory i sprzętów liturgicznych ze Starej Synagogi do Nowej. Uroczyste jej otwarcie nastąpiło 22 czerwca 1897 roku, wtedy to nowy rabin opolski Leo Baeck uroczyście otworzył drzwi synagogi, wypowiadając słowa „Oto otwieram cię, o poświęcona bramo, dla pobożnych wiernych”. Po wejściu rabina i innych zaproszonych gości, odmówi on pierwszą modlitwę, zapalił wieczne światło nad aron ha-kodesz oraz wygłosił uroczyste kazanie.
Jednym z najbardziej uroczystych wydarzeń w historii synagogi było 25 lecie jej istnienia. Wtedy to spotkali się wszyscy żyjący dawni rabini i obecny rabbi opolskiej gminy żydowskiej. Wtedy to również rabin Felix Goldmann odsłonił tablicę pamiątkową poświęconą 18 poległym Żydom podczas I wojny światowej.
9 listopada 1938 roku w synagodze odprawiono ostatnie nabożeństwo. Podczas nocy kryształowej z 9 na 10 listopada 1938 roku, hitlerowcy zmusili ówczesnego rabina synagogi, Hansa Hirschberga, do własnoręcznego podpalenia synagogi (tuż po tym policja aresztowała rabina za podpalenie synagogi). W synagodze spłonęła także biblioteka i archiwum gminy żydowskiej. Kilka dni później przystąpiono do rozbiórki ruin synagogi. W kwietniu 1939 roku po synagodze pozostał tylko pusty plac. Na tym miejscu zlokalizowano schron.

Po wojnie, w latach 60., na miejscu synagogi wybudowano nowy budynek, w którym znajduje się obecnie żłobek. W 1998 roku, w miejscu, gdzie stała synagoga, ustawiono głaz z tablicą pamiątkową z napisem w trzech językach: polskim, niemieckim i hebrajskim. Treść brzmi: 
Obok synagogi, a obecnie żłobka, wznosi się dawny budynek z mieszkaniem dozorcy synagogi. Jest obecnie jedynym budynkiem przypominającym istnienie Nowej Synagogi. Mieściła się w nim również najprawdopodobniej rytualna rzeźnia drobiu.

## Architektura
Murowany gmach synagogi wybudowano w stylu neomauretańskim. Główna sala modlitewna posiadała 600 miejsc siedzących, po 300 dla kobiet i mężczyzn. Obok znajdowały się również biura zarządu gminy, mała sala modlitewna, biblioteka i archiwum kongregacji. Charakterystycznym elementem synagogi była kopuła widoczna z każdego rejonu miasta.

## Rabini
- Leo Baeck
- Felix Goldmann
- David Braunschweiger
- Hans Hirschberg